# Tratalias
Tratalias är en ort och kommun i provinsen Sydsardinien i regionen Sardinien i sydvästra Italien. Kommunen hade 1 080 invånare (2017).